# Leonardo Ortolani
Pour les articles homonymes, voir Ortolani.
Leonardo Ortolani (né le 14 janvier 1967 à Pise) est un auteur de bande dessinée italien connu pour la série des Rat-Man.

## Biographie

### Débuts
Leo Ortolani naît à Pise en 1967. En novembre 1968, sa famille déménage à Parme, où il passe son enfance. Il y vit encore aujourd'hui avec sa femme Caterina Dacci et ses filles Johanna et Lucy Maria.
Il est influencé par Les Quatre Fantastiques de Jack Kirby et Stan Lee.
Il passe un diplôme en géologie à l'Université de Parme. C'est pendant cette période estudiantine qu'il dessine ses premiers personnages, et le thème de la géologie est récurrent dans les premiers numéros de sa bd principale, Rat-Man.

### Années 1990

#### Les premiers travaux et la naissance de Rat-Man
En 1989, Ortolani propose à la maison d'édition Comic Art deux histoires : une tragique, l'autre comique. L'éditeur Rinaldo Traini publie en juin 1990 l'histoire comique dans Spot (supplément de la revue L'Eternauta dédiée aux auteurs émergents), signant la naissance de Rat-Man.
Pour le fanzine Made in USA (it), il réalise deux autres histoires avec le protagoniste de Rat-Man (Tòpin! The Wonder Mouse! et Dal futuro!) et diverses parodies de superhéros (dont les X-Men, les Quatre Fantastiques et Superman).

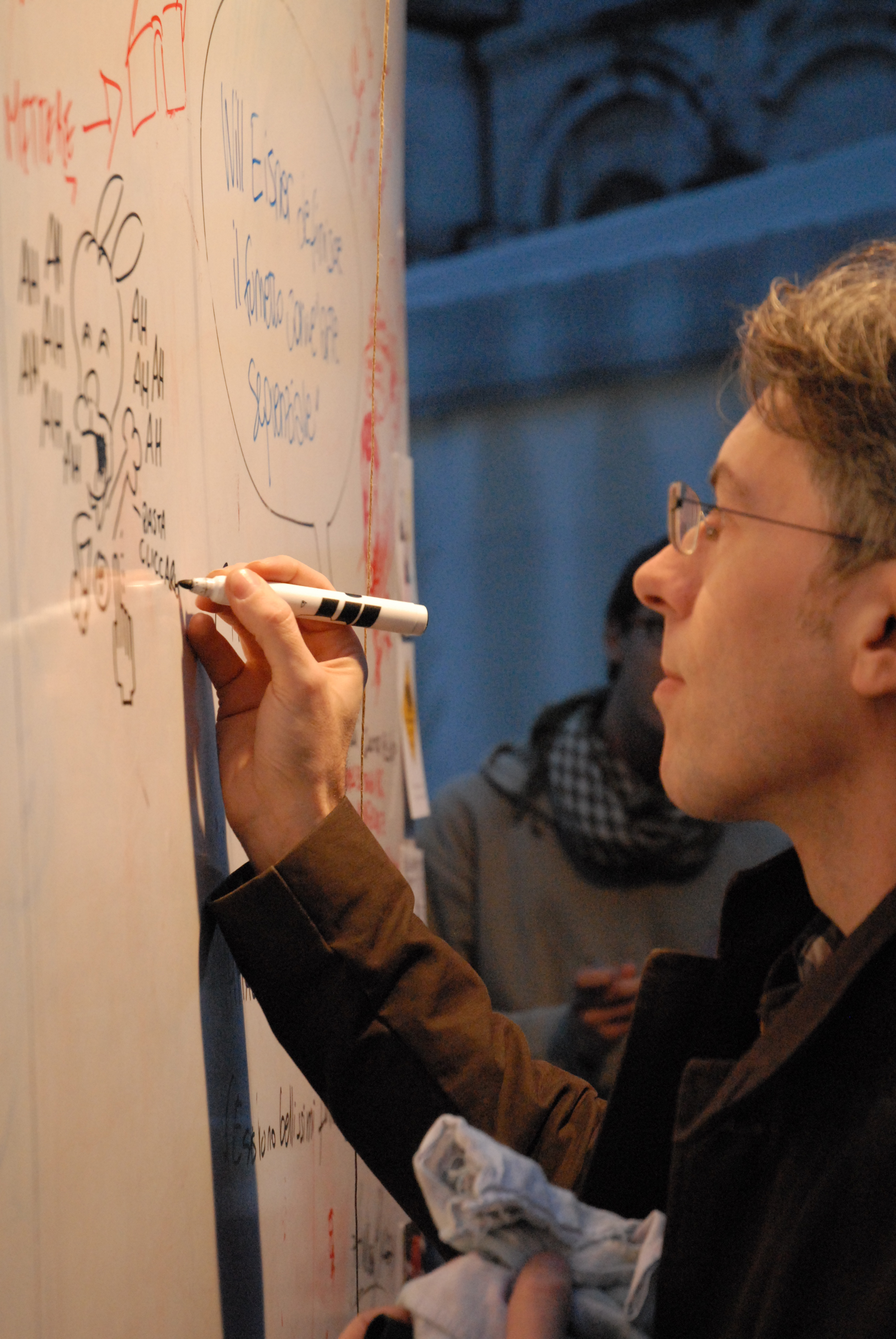
Leonardo Ortolani dessinant Rat-Man au festival Lucca Comics & Games de 2010.

### Années 2020

#### La pandémie et la sérieStar Rats
Pendant la pandémie de 2020, Ortolani publie sur les réseaux sociaux un strip quotidien dans lequel le Covid-19 est une sorte d'acolyte comique. Les posts commencent le 8 mars, le jour où Parme est passée en zone rouge comme toute l'Italie, et se terminent le 4 mai quand Ortolani annonce que les strips feront l'objet d'un recueil appelé Andrà tutto bene (« Tout ira bien ») qui sortira fin juillet.
Le 19 mars, il commence la publication régulière de la série Star Rats, une nouvelle parodie de la saga la Guerre des étoiles, composée de six albums, qu'il finit en août 2020. La série est également la suite de la saga Star Rats commencée en 1999.
Le 11 juin 2020, Ortolani publie Dinosauri che ce l’hanno fatta, une bande dessinée qu'il « préparait depuis 1972 ».
En septembre 2020, Ortolani annonce la sortie de Bedelia pour octobre, un nouveau roman graphique dédié au personnage de Bedelia, qui brise le cœur d'Aldo dans Venerdì 12. Comme dans le cas de Cinzia, l'histoire est totalement indépendante de la saga d'origine.
Le 31 octobre 2020, Ortolani annonce une nouvelle mini-série avec son héros Rat-Man, intitulée Matana, qui rendra hommage aux western spaghetti. La série est annoncée en six tomes à partir de mars 2021.

## Œuvres

### Bandes dessinées

#### Series
- Le meraviglie (1994-1996)
- Rat-Man
  - Rat-Man, serie autoproduite (1995-1997)
  - Rat-Man Collection (1997-2017)
  - Tutto Rat-Man (2002-2019)
  - Rat-Man Color Special (2004-2015)
  - Rat-Man Gigante (2014-in corso)
- Gli intaccabili (1995)
- Venerdì 12 (1996-2004)
- Star Rats (2020)
- Matana (2021)

#### Strips
- Clan (1991-1994)
- L'ultima burba (1993-2012)
- Quelli di Parma (1993-1997)
- CineMAH (2012-in corso)

#### Volumes spéciaux
- La lunga notte dell'investigatore Merlo, Modena, Cult comics, 2001 (ma 1997); Modena, Panini comics, 2013
- Star Rats, Modena, Marvel Italia, 1999.
- Il Signore dei Ratti, Modena, Panini Comics, 2004.
- Star Rats. Episodio 1. Una grande minaccia, Modena, Panini comics, 2011 (ma 2005)
- Avarat. [Fumetto in 3D], Modena, Panini-Marvel Italia, 2010
- Avarat 2. [Fumetto in 3D], Modena, Panini comics, 2010
- Allen, Modena, Panini comics, 2012
- Ratolik, Modena, Panini comics, 2013
- Star Rats. Episodio 2. Una rottura di cloni, Modena, Panini comics, 2014
- Star Rats. Episodio 3. La vendetta colpisce ancora, Modena, Panini comics, 2015
- C'è spazio per tutti, Modena, Panini comics, 2017
- Ratboy, Modena, Panini comics, 2018
- Cinzia, Milano, Bao, 2018
- Luna 2069, Milano, Feltrinelli Comics, 2019
- Dinosauri che ce l’hanno fatta, Roma-Bari, Laterza, 2020
- Andrà tutto bene, Milano, Feltrinelli Comics, 2020
- Bedelia, Milano, Bao, 2020

#### En français
- Cynthia, Steinkis, 2019